# Amphinemura mokanshenensis
Amphinemura mokanshenensis är en bäcksländeart som först beskrevs av Wu, C.F. 1938.  Amphinemura mokanshenensis ingår i släktet Amphinemura och familjen kryssbäcksländor. Inga underarter finns listade i Catalogue of Life.